# Техніка випадкової стимуляції
Техніка випадкової стимуляції - техніка творчості, яка базується на стимуляції нових ідей за допомогою випадкових та не пов'язаних з проблемою об'єктів. Техніка полягає  у використанні випадково вибраних малюнків або слів для того, щоби стимулювати появу нових ідей. Наприклад, відкривають словник на довільній сторінці та вибирають якесь слово та намагаються знайти зв'язок слова з можливим розв'язком розв'язуваної творчої задачі. Замість словника може бути використаний також випадково вибраний малюнок. Такий елемент випадковості дозволяю поглянути на задачу з цілком нової позиції і збільшує ймовірність знаходження оригінального рішення проблеми. Методика може використовуватись циклічно, тобто послідовно можуть підбиратися декілька випадкових стимулів і по кожному генеруються ідеї до їх вичерпання.